# ماتیاس استرزالک
ماتیاس استرزالک (انگلیسی: Matthias Ostrzolek؛ زادهٔ ۵ ژوئن ۱۹۹۰) بازیکن فوتبال اهل لهستان است که در پست مدافع بازی می‌کند.
از باشگاه‌هایی که در آن بازی کرده‌است می‌توان به باشگاه فوتبال آگسبورگ، باشگاه فوتبال هانوفر ۹۶، باشگاه فوتبال بوخوم، و باشگاه فوتبال هامبورگ اشاره کرد.
وی همچنین در تیم‌های ملی فوتبال Poland national under-17 football team، زیر ۲۱ سال آلمان، و فدراسیون فوتبال آلمان بازی کرده‌است.